# Yakov Kreizberg
Yakov Kreizberg, auch Jakov Kreizberg, Jakow Kreizberg (russisch Яков Крейцберг; * 24. Oktober 1959 in Leningrad; † 15. März 2011 in Monte Carlo), war ein US-amerikanischer Dirigent russischer Abstammung und österreichischer Staatsbürger.

## Leben
Kreizberg begann seine Ausbildung in seiner Heimatstadt in den Fächern Klavier, Komposition und Dirigieren. Im Alter von 16 Jahren emigrierte er in die USA, wo er am Mannes College sowie in Ann Arbor studierte. Einer seiner wichtigsten Lehrer war Leonard Bernstein. Um Verwechslungen mit seinem Bruder, dem Dirigenten Semjon Bytschkow, zu vermeiden, änderte Kreizberg seinen ursprünglichen Namen Bychkov (bzw. Bytschkow) in den Geburtsnamen seiner Mutter. 1988 heirateten Yakov Kreizberg und seine Schülerin, die amerikanische Dirigentin Amy Andersson. Ihre Söhne sind David (* 1991) und Daniel (* 1997).
Seit 1992 dirigierte er u. a. das London Symphony Orchestra, das Orchestre de Paris, das Gewandhausorchester zu Leipzig, die Tschechische Philharmonie, das Russian National Orchestra, das New York Philharmonic, das Philadelphia Orchestra, das Chicago Symphony Orchestra, das Los Angeles Philharmonic Orchestra und das NHK Symphony Orchestra Tokyo.
Von 1988 bis 1994 war Kreizberg Generalmusikdirektor am Gemeinschaftstheater Krefeld/Mönchengladbach, von 1994 bis 2001 an der Komischen Oper Berlin. Von Berlin aus begann seine internationale Karriere. 2003 wurde Kreizberg Chefdirigent des Nederlands Philharmonisch Orkest und des Nederlands Kamerorkest sowie Erster Gastdirigent der Wiener Symphoniker. Diese Positionen hatte er bis zu seinem Tod inne. Ab 2009 bis zu seinem Tod hatte er außerdem die Position des Künstlerischen Leiters beim Orchestre Philharmonique de Monte Carlo, mit dem er auf dem hauseigenen Label auch Einspielungen aufzeichnete.
Seine Diskographie umfasst u. a. Symphonien von Antonín Dvořák und Franz Schmidt. Kreizberg realisierte mit verschiedenen Orchestern Aufnahmen für das Label Pentatone. Außerdem verband ihn eine enge Zusammenarbeit mit der Geigerin Julia Fischer,  diese Aufnahmen wurden u. a. mit dem Diapason d’or und dem Echo-Preis ausgezeichnet. 1997 wurde Kreizberg mit dem Deutschen Kritikerpreis ausgezeichnet. Für seine Aufnahme der 7. Symphonie von Anton Bruckner mit den Wiener Symphonikern wurde er 2006 in zwei Kategorien für den Grammy nominiert, darunter die Kategorie „Best orchestral performance“. 2007 erhielt er für seine Verdienste um das österreichische Musikleben das Österreichische Ehrenkreuz für Wissenschaft und Kunst. 2007 und 2008 dirigierte er das seit 2006 alljährlich stattfindende Konzert zum Nationalfeiertag in Wien. Im Jahr 2008 erwarb er die Österreichische Staatsbürgerschaft.

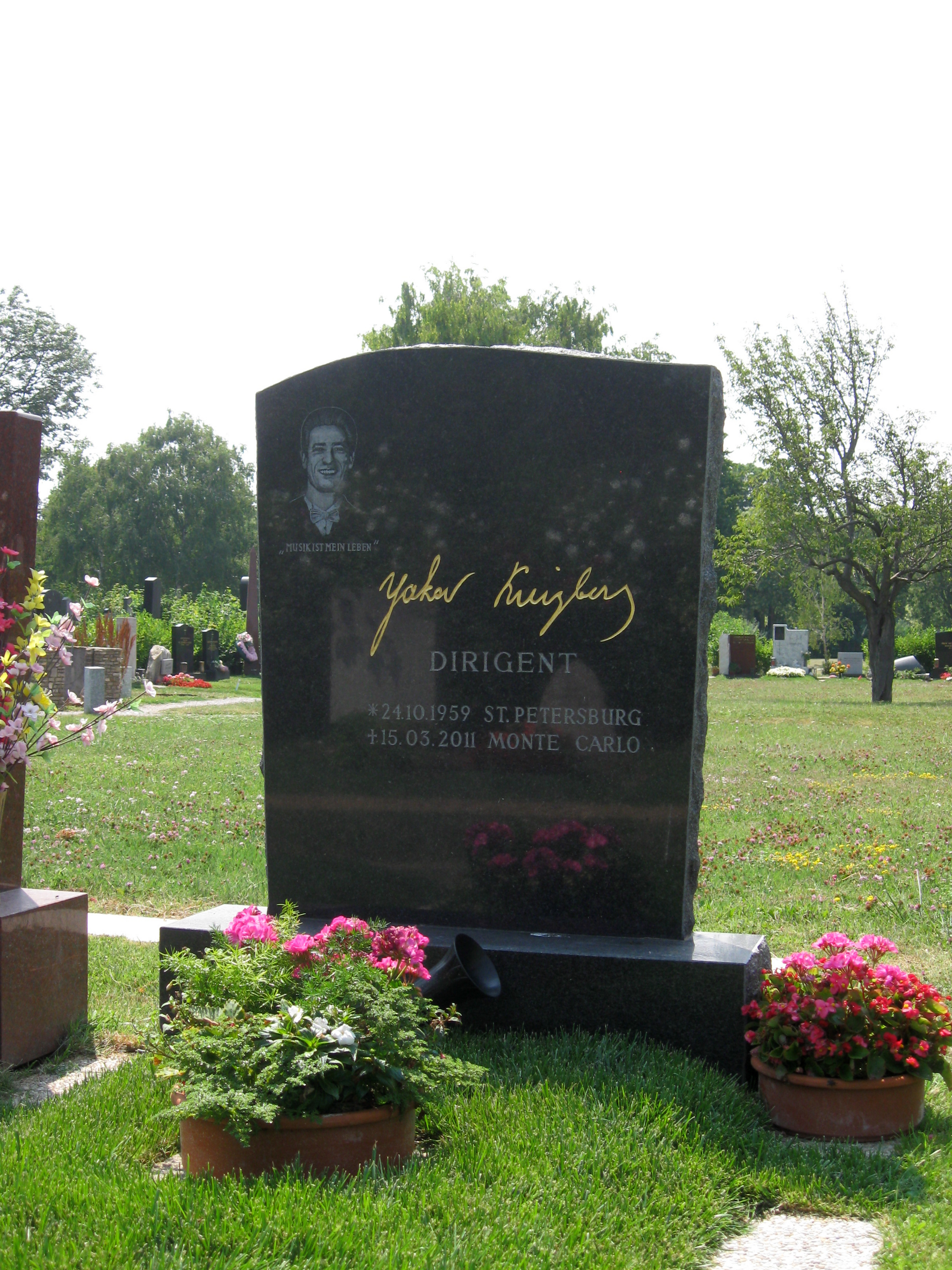
Grab von Yakov Kreizberg

Am 14. Februar 2011 dirigierte Kreizberg sein letztes Konzert. Es fand im Concertgebouw Amsterdam mit dem Nederlands Philharmonisch Orkest statt. Am 15. März 2011 verstarb Kreizberg nach langer schwerer Krankheit in Monte Carlo. Am 8. Oktober 2011 wurde seine Asche in einem ehrenhalber gewidmeten Grab der Stadt Wien auf dem Wiener Zentralfriedhof (Gruppe 40, Nummer 179) bestattet.

## Belege
1. ↑   Mitteilung über Kreizbergs Ableben im Artjournal (Memento vom 19. März 2011 im Internet Archive)
2. ↑  Ich werde Yakov bei mir behalten, Herlinde Koelbl: Interview mit Julia Fischer, ZEIT Online, 28. Juli 2011

| Personendaten    | Personendaten                                                                                |
| ---------------- | -------------------------------------------------------------------------------------------- |
| NAME             | Kreizberg, Yakov                                                                             |
| ALTERNATIVNAMEN  | Bychkov, Yakov (Geburtsname); Kreizberg, Jakov; Kreizberg, Jakow; Крейцберг, Яков (russisch) |
| KURZBESCHREIBUNG | russisch-US-amerikanischer Dirigent                                                          |
| GEBURTSDATUM     | 24. Oktober 1959                                                                             |
| GEBURTSORT       | Leningrad, Sowjetunion                                                                       |
| STERBEDATUM      | 15. März 2011                                                                                |
| STERBEORT        | Monte Carlo                                                                                  |